# Drosophila ponderosa
Drosophila ponderosa är en tvåvingeart som beskrevs av Patterson och Gordon Mainland 1943. Drosophila ponderosa ingår i släktet Drosophila och familjen daggflugor.
Artens utbredningsområde är Mexiko.